# Alexander Binder (Fotograf)
Alexander Binder (* 17. April 1888 in Alexandria; † 25. Februar 1929 in Berlin) war ein Fotograf vermutlich Schweizer Herkunft, der in Berlin tätig war.

## Leben
Alexander Binder studierte Ingenieurwissenschaften, brach sein Studium ab. Von 1908 bis 1910 besuchte er die Lehr- und Versuchsanstalt für Photographie, Chemie, Lichtdruck und Gravüre in München. Er ging anschließend nach Berlin, wo er 1913 sein erstes Fotoatelier eröffnete, das sich als Atelier für bildmäßige Porträt Photographie bis 1914 in einem Durchgangszimmer auf der Motzstraße befand. Binder zog 1915 mit seinem Atelier auf den Kurfürstendamm 225 um.
Er war auf Porträtfotografien spezialisiert und wurde in den 1920er-Jahren zu einem der führenden Porträtfotografen Deutschlands. Binder war auf der 1. Jahresausstellung Berliner Photographie 1921 im Kunstgewerbemuseum Berlin vertreten und stellte von 1925 bis 1926 eigene Fotografien in London aus. Sein Atelier war in den späten 1920er- und nach seinem Tod in den 1930er-Jahren das „größte … Fotoatelier Europas“.
Binder schuf Werbe- und Porträtaufnahmen. Neben bekannten Berliner Persönlichkeiten lag der Fokus vor allem auf Star- und Modeaufnahmen. Während der Dreharbeiten zum Film Die freudlose Gasse porträtierte Binder die Schauspielerin Greta Garbo. Bildnisse vor allem bekannter deutscher Schauspieler wurden unter anderem auf den damals populären Ross-Karten oder Photochemie-Karten vertrieben. Fotografien Binders erschienen auch in der Monatsschrift für Photographie und Kinematographie. Die Linse.
Ab 1921 besaß Binder ein eigenes Signet für seine Fotografien: In einem Rhombus war sein Namenszug eingeschrieben. Bis zu seinem Tod waren seine Fotografien zum Beispiel mit der Zeile „Alex Binder Photogr. Atelier“, „Alex Binder, Berlin“ oder „Phot. A. Binder, Berlin“ gekennzeichnet. Viele Fotografien enthielten zudem die Signatur Binders im Foto, entweder als „Binder“ oder als „A. Binder“.
Binder war bis kurz vor seinem Tod im Februar 1929 mit der Schauspielerin Elisabeth Pinajeff verheiratet.

## Atelier Binder
Nach Binders Tod – ab 1929 befand sich sein Atelier auf dem Kurfürstendamm 205 – wechselte die Geschäftsbezeichnung in Atelier Binder GmbH. Besitzer des Ateliers waren nach Binders Tod seine Ex-Ehefrau Binder-Allemann und seine beiden Töchter. Die Geschäftsführung hatte Elisabeth Freifrau von Stengel inne, die 1942 die Leitung an Curt König abgab und im Oktober wegen ihrer jüdischen Herkunft in das KZ Theresienstadt deportiert wurde.
Unter dem veränderten Namen wurden auch neue Fotografien herausgegeben. Die Signatur Binders blieb jedoch auch nach seinem Tod in den Fotografien enthalten. Möglicherweise war der ausführende Fotograf nach Binders Tod Hubs Flöter, der bis 1938 als erster Operateur im Atelier angestellt war. Andere Quellen geben an, dass Stengel, die 1978 in Ascona verstarb, bereits 1938 deportiert wurde und das Atelier im selben Jahr von der Gewerbeaufsicht geschlossen wurde. Fotograf Karl Ludwig Haenchen soll daraufhin 1938 die Räume übernommen haben. Nach Ende des Zweiten Weltkriegs übernahm die Firma Hasse und Wiese 1948 bzw. 1949 das Atelier Binder.

## Schauspielerporträts

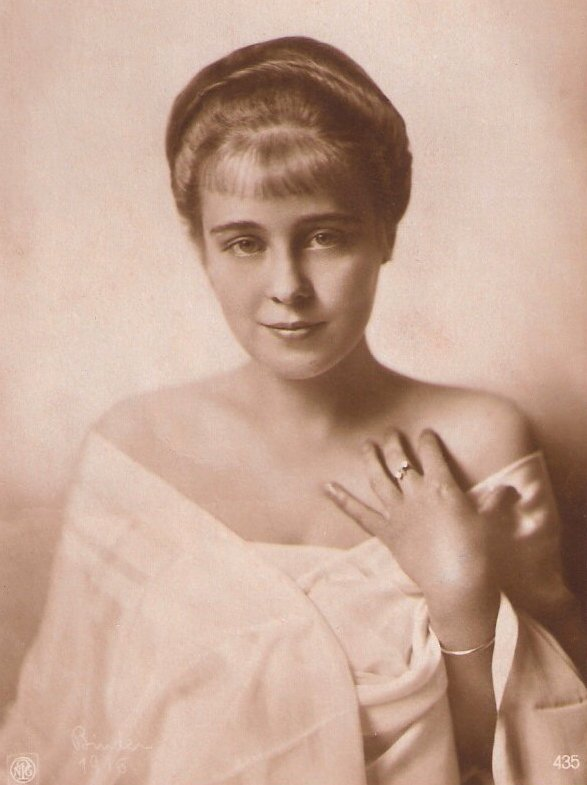
Käthe Haack, um 1916
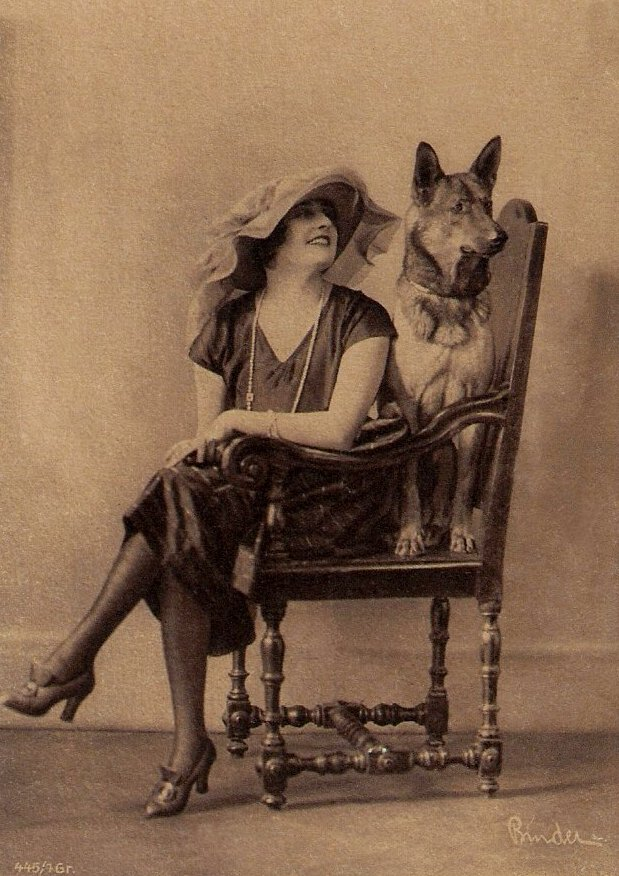
Fern Andra mit Hund, entstanden zwischen 1919 und 1924
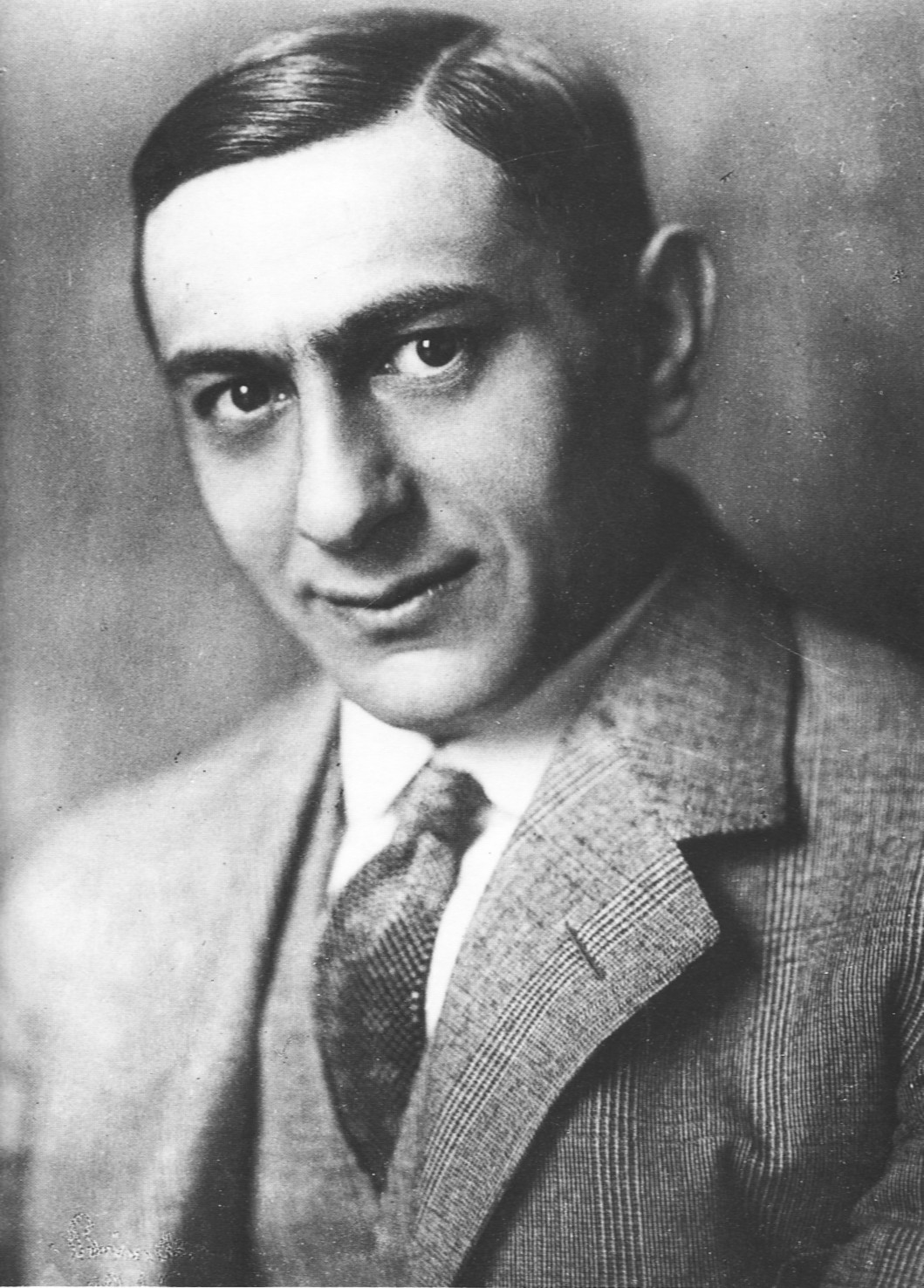
Ernst Lubitsch, 1920
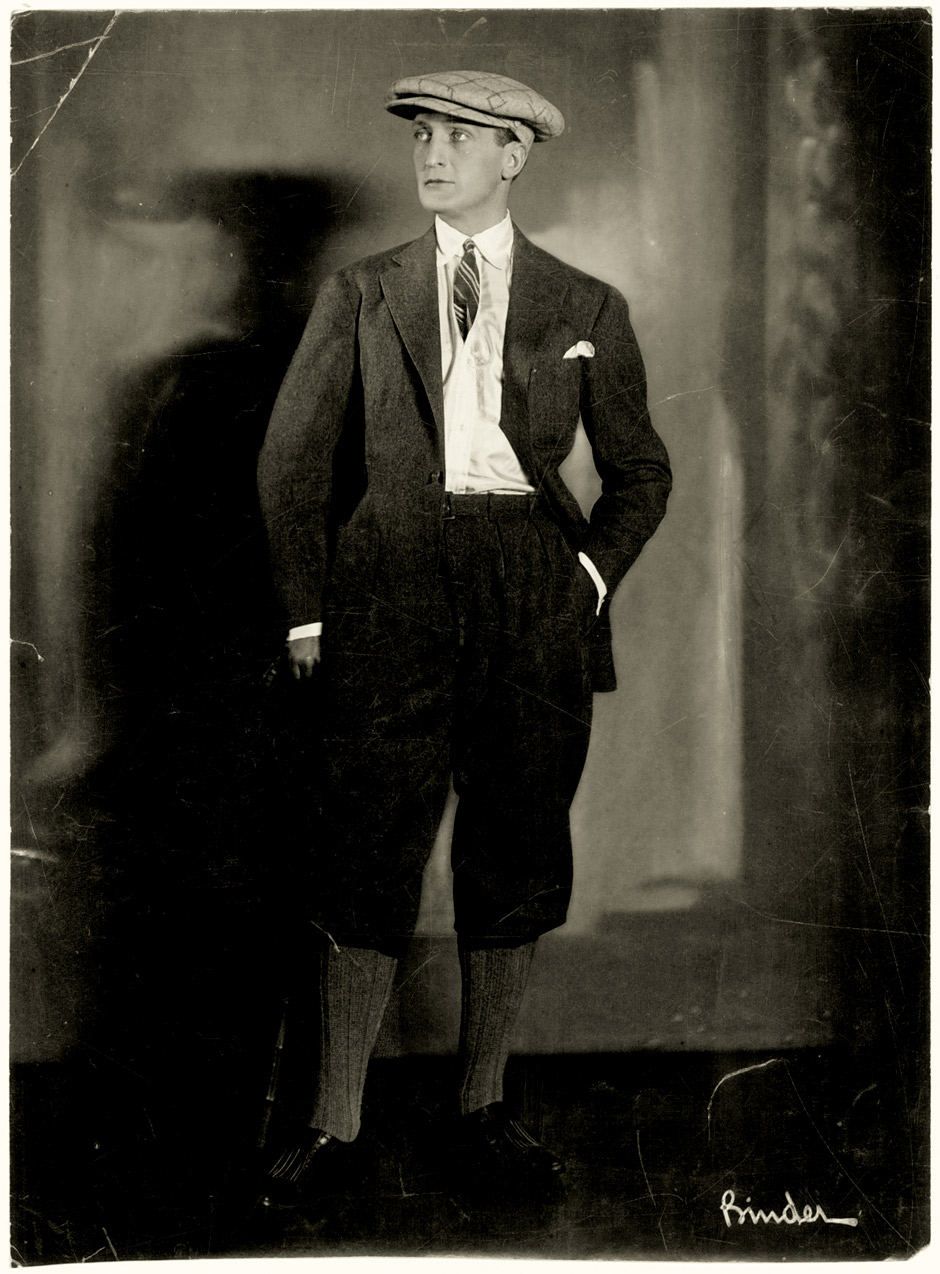
Hans Albers, 1922
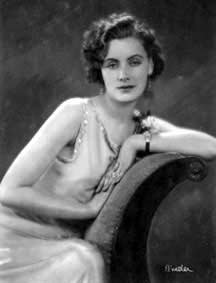
Greta Garbo, 1925
Willy Fritsch, um 1927
Maria Paudler, um 1928
Christa Tordy, um 1928
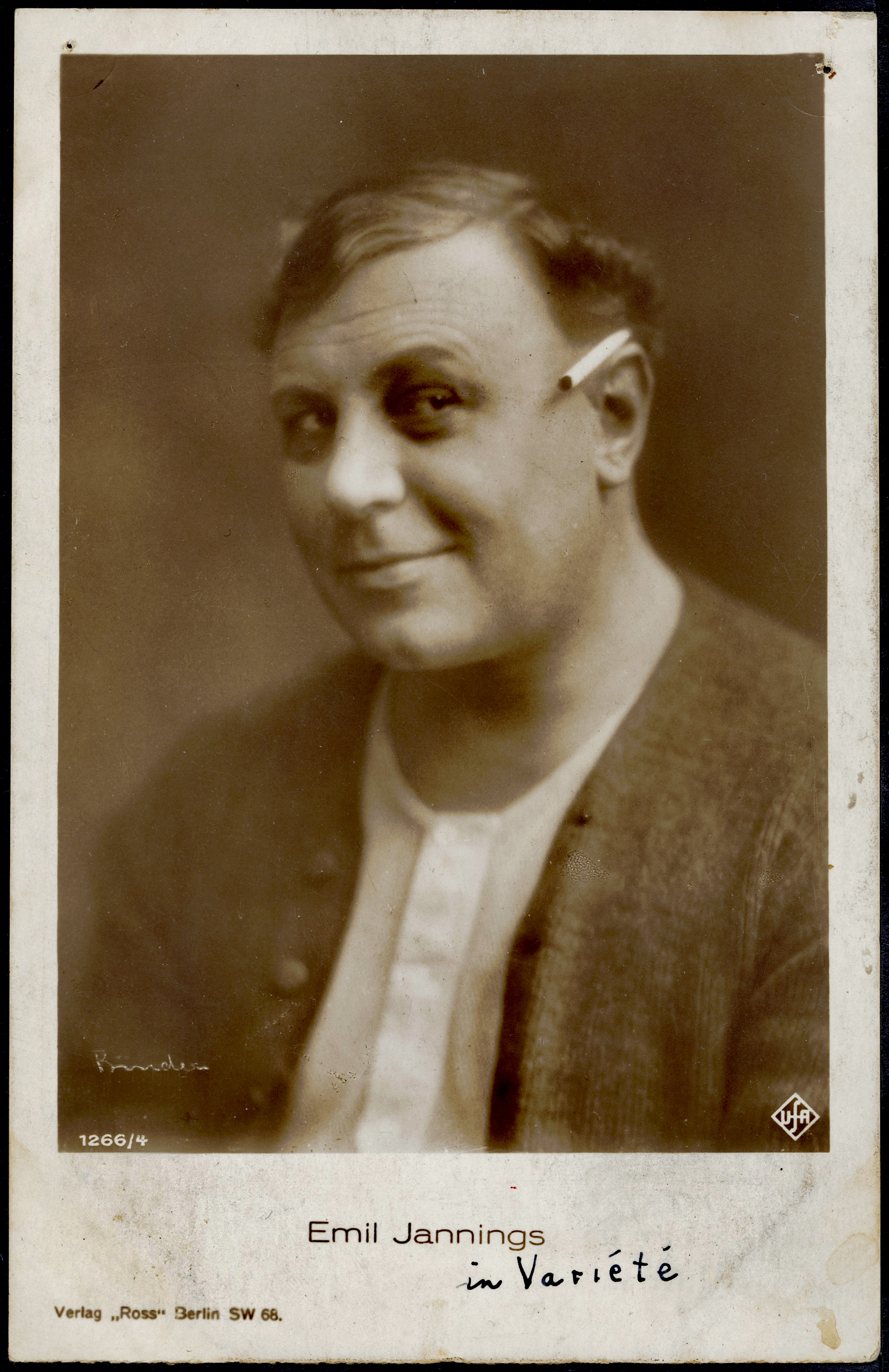
Emil Jannings, um 1927
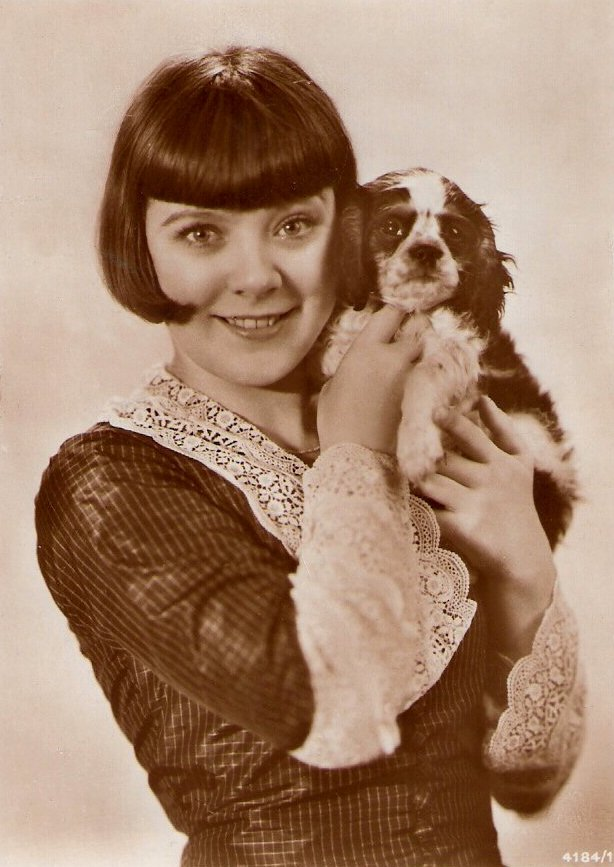
Truus van Aalten, um 1929